# 公共交换数据网
公共交换数据网（Public Switched Data Network，简称PSDN）是一种网络，它通过一个由多个广域网组成的系统，来提供数据服务。这个概念和公用交换电话网（Public Switched Telephone Network，简称PSTN）类似。 PSDN可能会使用各种不同的交换的技术，包括分组交换，电路交换，以及报文交换。 一个分组交换的PSDN可能也被称为“分组交换数据网”（packet-switched data network）。
PSDN这个术语最初仅指分组交换流（Packet Switch Stream，简称PSS），这个是一个基于X.25的分组交换网，主要被用于提供局域网和因特网之间的线路租用的连接。它是通过使用永久虚拟线路（PVCs）来实现的。现如今，该术语不仅指提供PVC的帧中继和异步传输模式（ATM），还指网际协议（IP）、GPRS以及其他分组交换技术。
虽然有几种技术与PSDN表面上很相似，例如综合业务数字网（ISDN）和数字用户线路 （DSL）技术，但它们并非PSDN的一种。ISDN使用PSTN电路交换网络，而DSL使用承载于PSTN本地环路（铜缆）之上的点对点电路交换通信，通常被用于访问分组交换的宽带IP网络。